# بوب بارسونز (رائد أعمال)
بوب بارسونز (بالإنجليزية: Bob Parsons)‏ هو رائد أعمال أمريكي، ولد في 27 نوفمبر 1950 في بالتيمور في الولايات المتحدة.